# Platyarachne scopulifera
Platyarachne scopulifera är en spindelart som beskrevs av Simon 1895. Platyarachne scopulifera ingår i släktet Platyarachne och familjen krabbspindlar.
Artens utbredningsområde är Peru. Inga underarter finns listade i Catalogue of Life.